# Исаковы
Исаковы — дворянский род, из Новгородских бояр.
В Гербовник внесены две фамилии Исаковых:
1. Потомство Фёдор Федосеевич Исаков за «московское осадное сиденье» был пожалован вотчиной (1628). Его потомство внесено в VI часть дворянской родословной книги Московской губернии[2] (Гербовник, VII, 69).
2. Потомство Степана Нежданова Исакова, владевшего имением в 1661 году (Герб. Часть XII. № 91)[3].

Степан Нежданов сын Исаков, пожалованный поместьем в 1654 году, стал родоначальником Исаковых, внесённых в VI часть родословной книги Костромской губернии. (Гербовник, XII, 91).
Ещё пять родов Исаковых восходят к XVII веку, а 11 более позднего происхождения.

## Описание герба
Щит, разделённый на четыре части, имеет посредине красного цвета малый щиток, увенчанный дворянской короной, в коем видна из облака с левой стороны выходящая в серебряных латах рука с мечом (польский герб Малая Погоня). В первой части в голубом поле изображены три шестиугольных золотых звезды и между ними серебряный полумесяц, рогами вверх (изм. польский герб Ксежиц). Во второй в серебряном поле лук с стрелой, остриём к правому верхнему углу (польский герб Лук). В третьей в золотом поле чёрный двуглавый коронованный орёл с распростёртыми крыльями. В четвёртой части в голубом поле крестообразно положены два серебряных цветка.
Щит увенчан дворянскими шлемом и короной. Нашлемник: три страусовых пера. Намёт на щите красный, подложенный золотом. Щитодержатели: с правой стороны Татарин, имеющий при бедре саблю, в руке лук и за плечами колчан, а с левой стороны лев. Герб рода Исаковых внесён в Часть 7 Общего гербовника дворянских родов Всероссийской империи, стр. 69.

## Известные представители
- Исаков Пётр - дьяк (1676).
- Исаков Артемий Михайлович - московский дворянин (1678-1692).
- Исаков Фома Алексеевич - московский дворянин (1682), сослан в ссылку (июль 1683).
- Исаковы: Пётр Меньшой и Пётр Алексеевичи - дьяки (1692).
- Исаков Григорий Минин - московский дворянин (1692).
- Исаковы: Фёдор Петрович, Пахом Семёнович, Афанасий Гаврилович - стряпчие (1692)[4].